# Locomotiva FS 803
La locomotiva FS gruppo 803 era un tipo di locotender a vapore reimmatricolata in tale gruppo dalle Ferrovie dello Stato dopo il riscatto della Rete Mediterranea. La locomotiva proveniva originariamente dal parco delle Strade Ferrate Meridionali, presso tale rete era stata numerata SFM 2004 ÷ 2009.

## Storia
Le locomotive erano state costruite nel 1883 per conto della Società italiana per le strade ferrate meridionali (SFM) dalla Maschinenfabrik Esslingen, replicando le macchine serie 10 ÷ 14 fornite nel 1879 alla Società Anonima Ferrovie Milano-Saronno e Milano-Erba (FMSME). Le locomotive erano state acquisite poi, con la ripartizione delle reti del 1885, nel parco macchine della Rete Mediterranea che le aveva rinumerate da 6004 a 6009. Quando nel 1905 le ferrovie vennero statizzate le locomotive passarono alle FS e vennero immatricolate come 8031 ÷ 8036. Le locomotive, di tipo ormai obsoleto, vennero radiate entro gli anni venti.

## Caratteristiche
La locotender aveva 2 assi accoppiati e asse posteriore portante, un modello per ferrovie secondarie e concesse ad armamento leggero. La configurazione delle macchine era semplice: a vapore saturo e semplice espansione, a 2 cilindri esterni e con distribuzione a cassetto. La massa complessiva a pieno carico era di 27 tonnellate con un peso per asse non superiore a 9,7 t (secondo asse motore); erano quindi in grado di circolare anche sulle linee con armamento leggero o mal curato.
Raggiungevano una velocità massima di 55 km/h sviluppando una potenza continuativa, a 45 km/h, di 210 kW. La capacità delle casse d'acqua era di 2 m³ mentre le scorte di carbone erano di 1000 kg. 